# Mont Dostie
Mont Dostie är ett berg i Kanada.   Det ligger i provinsen Québec, i den sydöstra delen av landet, 400 km öster om huvudstaden Ottawa. Toppen på Mont Dostie är 649 meter över havet, eller 201 meter över den omgivande terrängen. Bredden vid basen är 8,3 km.
Terrängen runt Mont Dostie är platt åt sydost, men åt nordväst är den kuperad.Trakten runt Mont Dostie är nära nog obefolkad, med mindre än två invånare per kvadratkilometer.. Närmaste större samhälle är Lac-Mégantic, 14,5 km väster om Mont Dostie. 
I omgivningarna runt Mont Dostie växer i huvudsak blandskog.